# Iberia Express
Iberia Express — бюджетная авиакомпания, принадлежащая межнациональному авиационному холдингу International Airlines Group (IAG), начавшая операционную деятельность 25 марта 2012 года. Штаб-квартира перевозчика находится в Мадриде в здании родительской компании — флагмана Испании Iberia Airlines..

## История
О создании Iberia Express было объявлено руководством холдинга IAG 6 октября 2011 года, компания создавалась с целью обеспечения коммерческих авиаперевозок на ближне- и среднемагистральных направлениях и сопряжения пассажирского потока с маршрутной сетью дальнемагистральных рейсов Iberia Airlines в мадридском международном аэропорту Барахас.
В конце декабря 2011 года около штаб-квартиры Iberia Airlines устроили пикет пилоты авиакомпании, обеспокоенные возможной потерей рабочих мест в связи с вновь создаваемым перевозчиком. Руководство компании объяснило предстоящую политику, связанную с тем, что часть самолётов Иберии будут передаваться в Iberia Express на новую маршрутную сеть без дополнительного набора пилотов и бригад ботпроводников, которым будет предложен переход из магистральной авиакомпании в её дочернее подразделение. Более того, к концу 2015 года Иберия планирует расширить флот Iberia Express до 40 новых воздушных судов, поэтому недостатка в рабочих местах, по сообщению руководства авиакомпании, не предвидится. Коммерческая модель Iberia Express на первом этапе является планово-убыточной с покрытием издержек бюджетных пассажирских перевозок за счёт Иберии.

## Маршрутная сеть

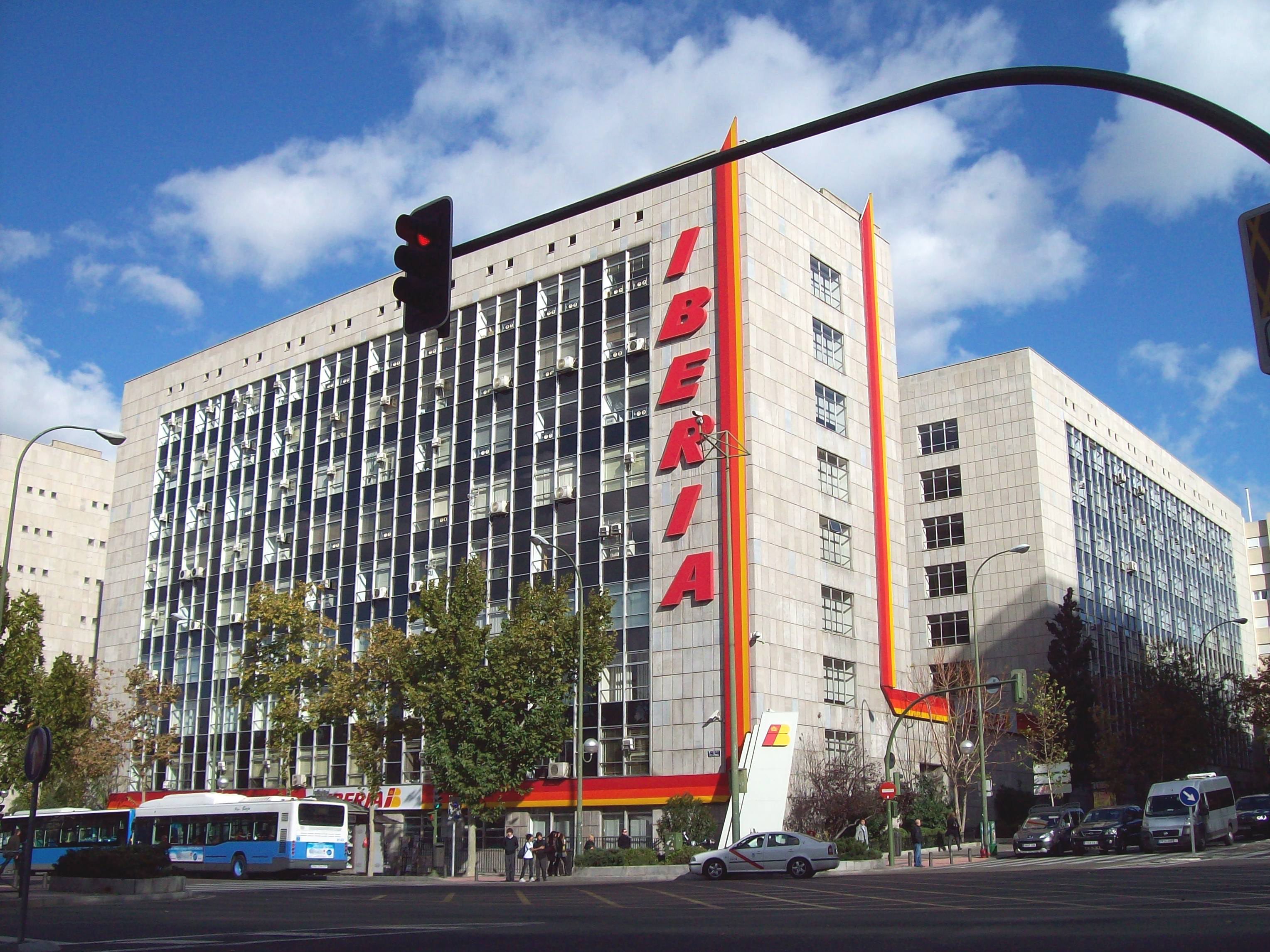
Здание, в котором размещаются штаб-квартиры Iberia Express и Iberia Airlines (Веласкес-стрит, Мадрид)

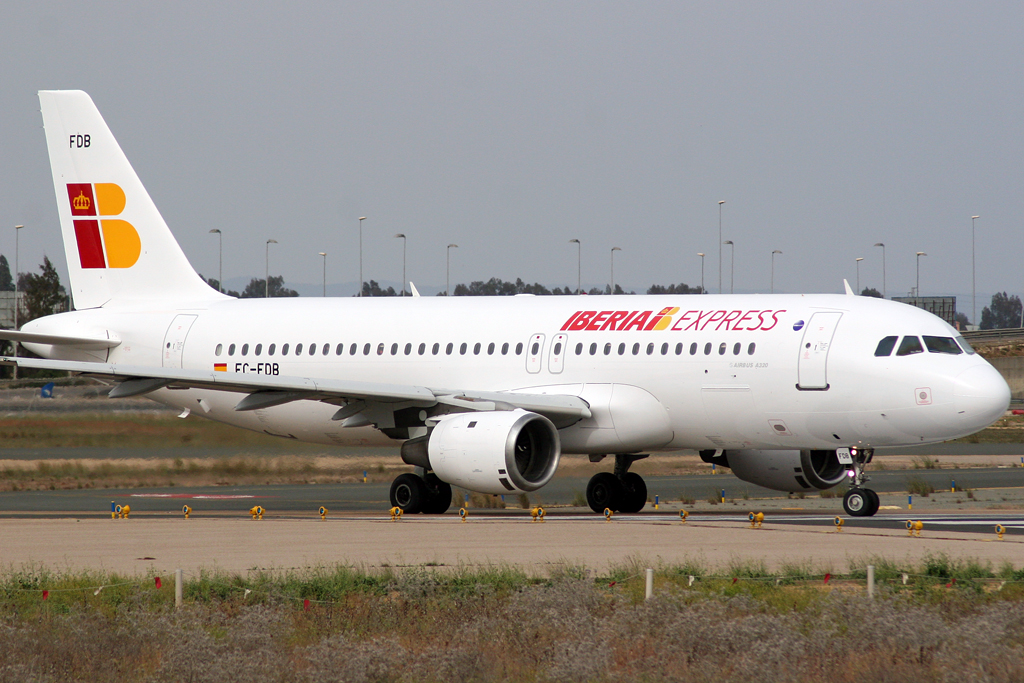
Airbus A320-214 авиакомпании Iberia Express

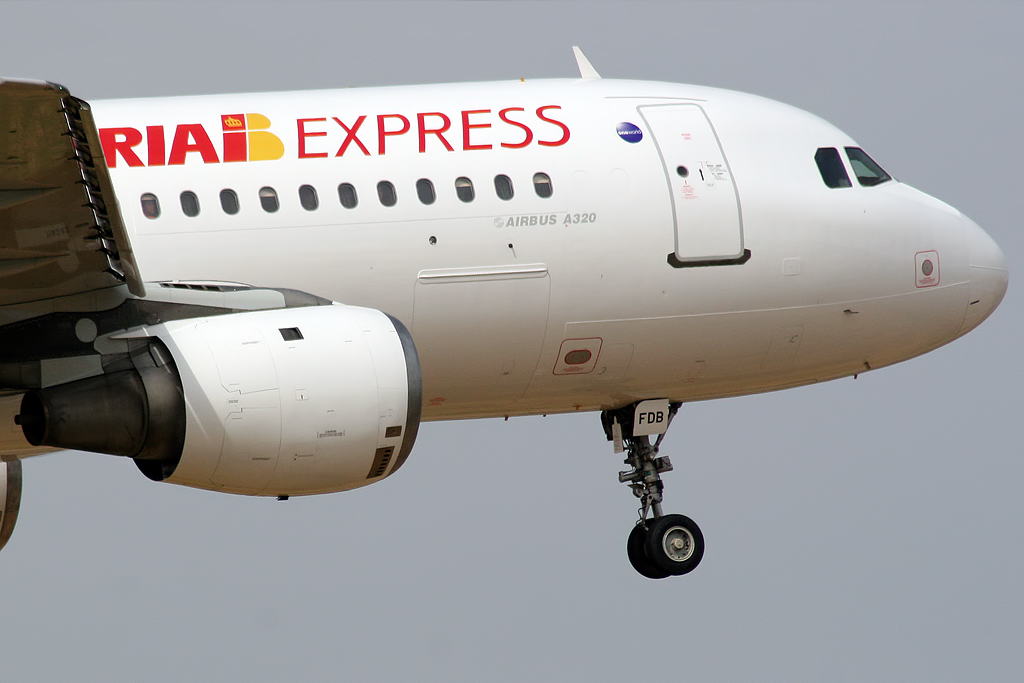
Airbus A320-214 авиакомпании Iberia Express

В декабре 2013 года маршрутная сеть регулярных перевозок авиакомпании Iberia Express включала в себя следующие пункты назначения:
внутренние
- Мадрид — международный аэропорт Барахас, хаб
- Виго — аэропорт Виго
- Сантьяго-де-Компостела — аэропорт Сантьяго-де-Компостелы
- Севилья
- Херес-де-ла-Фронтера — аэропорт Херес
- Пальма де Майорка — аэропорт Пальма-де-Майорка
- Ивиса — аэропорт Ивисы
- Аликанте — аэропорт Аликанте
- Малага — аэропорт Малага]
- Фуэртевентура — аэропорт Фуэртевентура
- Пальма — аэропорт Пальмы
- Лансароте — аэропорт Лансароте
- Тенерифе — аэропорт Тенерифе-Южный
- Гран Канария — аэропорт Гран-Канария

международные:
Дублин — аэропорт Дублина
Копенгаген — аэропорт Каструп
Дюссельдорф — аэропорт Дюссельдорф
Берлин — аэропорт Тегель
Франкфурт — аэропорт Франкфурт-на-Майне

## Флот

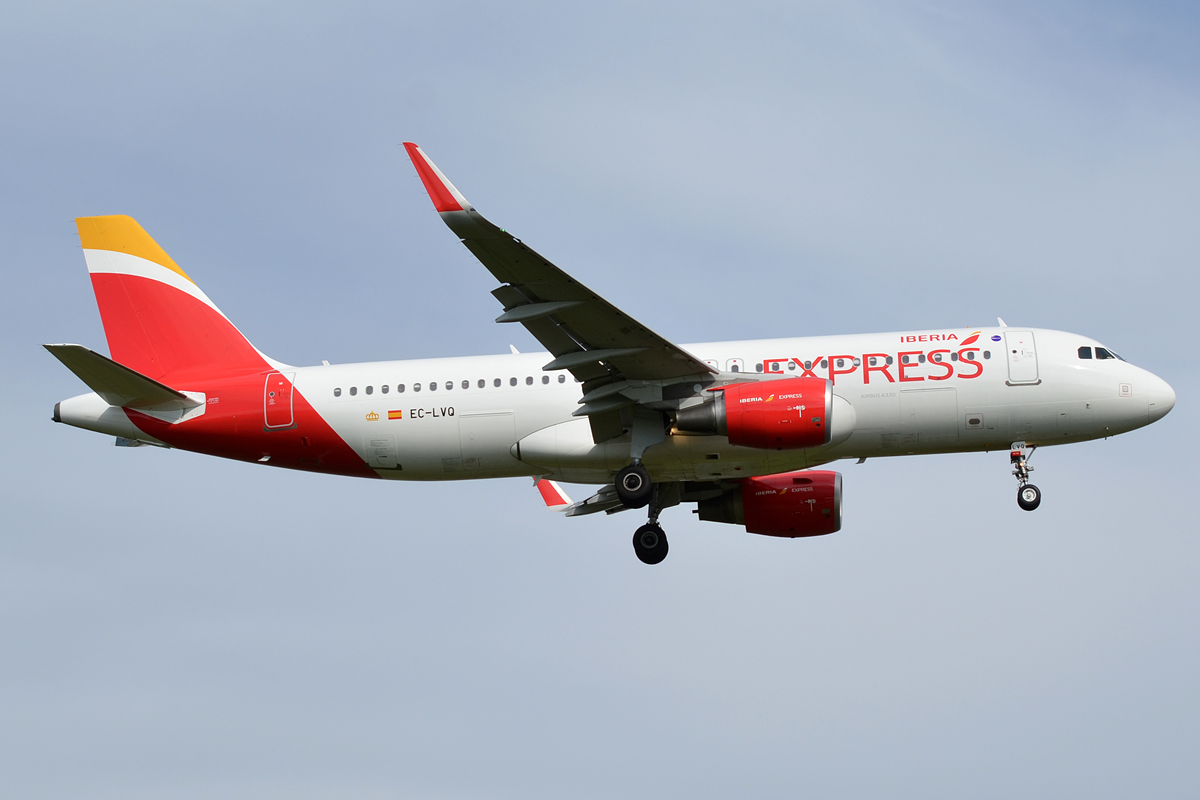
Airbus A320-200 авиакомпании Iberia Express.

По состоянию на ноябрь 2018 года воздушный флот авиакомпании Iberia Express составлял 22 самолетов Airbus A320 и Airbus A321, пассажирские салоны которых сконфигурированы в двухклассной компоновке.
| Тип самолёта    | В эксплуатации | Пассажирских мест | Пассажирских мест | Пассажирских мест | Примечания |
| Тип самолёта    | В эксплуатации | C                 | Y                 | Всего             | Примечания |
| Airbus A321     | 18             | 18                | 162               | 180               |            |
| Airbus A320-200 | 4              | 14                | 196               | 210               |            |

В марте 2014 года средний возраст самолётов Iberia Express составлял 9,4 года.